# Кахикало, Виктор Гаврилович
Виктор Гаврилович Кахикало (30 июля 1940, Пески, Челябинская область — 26 мая 2025) ― зоотехник; доктор сельскохозяйственных наук (1995), профессор (1994), Заслуженный работник высшей школы Российской Федерации.

## Биография
Виктор Гаврилович Кахикало родился 30 июля 1940 года в деревне Пески Бурлевского сельсовета Октябрьского района Челябинской области, ныне село входит в Целинный муниципальный округ Курганской области.
Начал работать в 15 лет плотником совхоза «Глубокинский» Усть-Уйского района Курганской области.
В 1960 году поступил в Курганский сельскохозяйственный институт на зоотехнический факультет. После окончания института работал главным зоотехником совхоза «Брагинский» Курагинского района Красноярского края.
В 1967—1970 годах обучался в аспирантуре Курганском сельскохозяйственном институте при кафедре кормления и разведения сельскохозяйственных животных.
В 1970—1980 годах работал в Тюменском сельскохозяйственном институте, вначале ассистентом; с 1973 по 1976 год — декан зоотехнического факультета; с 1974 по 1979 год — заведующий кафедрой разведения, основ ветеринарии и зоогигиены.
В 1971 году защитил кандидатскую диссертацию «Наследуемость, изменчивость и взаимосвязь некоторых селекционных признаков у скота курганской породы».
В 1976 году присвоено учёное звание доцент.
В 1980—1990 годах был доцентом, заведующим кафедрой частного животноводства Кустанайского сельскохозяйственного института.
С июня 1990 года работает в Курганской государственной сельскохозяйственной академии имени Т. С. Мальцева доцентом, профессором, заведующим кафедрой разведения сельскохозяйственных животных,
В 1994 году присвоено учёное звание — профессор.
В 1995 году докторскую диссертацию по теме «Эффективность совершенствования племенных, продуктивных и технологических качеств чёрно-пестрого скота Зауралья и Северного Казахстана».
В 1995—2005 годах был деканом зооинженерного факультета, в настоящее время — профессор кафедры разведения сельскохозяйственных животных академии.
Под руководством профессора В. Г. Кахикало выполнены и защищены докторская и 11 кандидатских диссертаций, более 100 выпускных квалификационных работ.
Является автором 139 научных работ, 26 учебно-методических разработок и учебных пособий.
Виктор Гаврилович Кахикало — председатель Государственной аттестационной комиссии выпускников Уральской академии ветеринарной медицины, член диссертационных советов Красноярского государственного университета, Курганской государственной сельскохозяйственной академии, Уральской академии ветеринарной медицины, Омского государственного аграрного университета. Владимир Гаврилович — академик Международной академии аграрного образования, почётный доктор Уральской академии ветеринарной медицины.
Скончался 26 мая 2025 года в возрасте 84 лет.

## Награды
- Заслуженный работник высшей школы Российской Федерации
- Медаль «Ветеран труда»
- Премия Губернатора Курганской области в сфере науки, техники и инновационной деятельности (трижды: 1996 и ?)[3]
- Почётные грамоты, благодарности

## Семья
Жена Галина Семёновна, сын Андрей, дочь Оксана Назарченко, внук Анатолий, правнучка Милана.